# Hydata notula
Hydata notula är en fjärilsart som beskrevs av Paul Dognin 1923. Hydata notula ingår i släktet Hydata och familjen mätare. Inga underarter finns listade i Catalogue of Life.